# Mount Bate
Mount Bate är ett berg i Kanada.   Det ligger i provinsen British Columbia, i den sydvästra delen av landet, 3 800 km väster om huvudstaden Ottawa. Toppen på Mount Bate är 1 688 meter över havet.
Terrängen runt Mount Bate är bergig åt sydväst, men åt nordost är den kuperad. Mount Bate är den högsta punkten i trakten. Trakten runt Mount Bate är nära nog obefolkad, med mindre än två invånare per kvadratkilometer.. Närmaste större samhälle är Tahsis, 13,6 km väster om Mount Bate.
I omgivningarna runt Mount Bate växer i huvudsak barrskog.